# Olhuveli (Kaafu-atol)
Olhuveli is een van de onbewoonde eilanden van het Kaafu-atol behorende tot de Maldiven.